# Evgeny Abramenko
Evgeniy Abramenko (en biélorusse : Яўге́н Сярге́евіч Абра́менка, Yaugen Sergueïevitch Abramenka), né le 26 février 1987 à Vitebsk, en RSS de Biélorussie (Union soviétique), est un biathlète biélorusse.

## Biographie
Il commence le biathlon en 1998. Il est en équipe nationale à partir de 2005, puis devient champion du monde junior en 2007.
Abramenko participe aux Jeux olympiques de 2010 et 2014, obtenant comme meilleur résultat individuel une 40e sur la poursuite en 2010. Dans la Coupe du monde, il obtient comme meilleur résultat la 19e position à trois reprises entre 2009 et 2011.
Il termine sa carrière en 2014.

### vie privée
Evgeny aime la cuisine, parle le russe et l'anglais et il est célibataire.

## Palmarès

### Jeux olympiques d'hiver
| Épreuve / Édition | Individuel | Sprint | Poursuite | Départ en masse | Relais | Relais mixte                     |
| Vancouver 2010    | 58e        | 49e    | 40e       | -               | 11e    | Épreuve inexistante à cette date |
| Sotchi 2014       | 53e        | 56e    | 51e       | -               | 13e    | 10e                              |

 : épreuve inexistante lors de cette édition.

### Championnats du monde
| Épreuve / Édition             | Individuel | Sprint | Poursuite | Départ en masse | Relais | Relais mixte |
| Mondiaux 2009 Pyeongchang     | 85e        | -      | -         | -               | 19e    | -            |
| Mondiaux 2011 Khanty-Mansiïsk | 26e        | 86e    | -         | -               | 13e    | 10e          |
| Mondiaux 2012 Ruhpolding      | 49e        | -      | -         | -               | 11e    | 6e           |
| Mondiaux 2013 Nové Město      | -          | 63e    | -         | -               | 14e    | 10e          |

Légende :

 :épreuve inexistante

- : n'a pas participé à l'épreuve

DSQ : disqualifié

### Coupe du monde
- Meilleur classement général : 52e en 2011.
- Meilleur résultat individuel : 19e.

#### Différents classements en Coupe du monde
| Année     | Classement général final | Sprint | Poursuite | Individuel | Mass start |
| 2008-2009 | 107e                     | -      | -         | 82e        | -          |
| 2009-2010 | 70e                      | 72e    | 86e       | 29e        | -          |
| 2010-2011 | 52e                      | 58e    | 54e       | 31e        | -          |
| 2011-2012 | 87e                      | 79e    | 87e       | -          | -          |
| 2012-2013 | 79e                      | 81e    | 68e       | 66e        | -          |
| 2013-2014 | 60e                      | -      | 60e       | 22e        | -          |

### Championnats du monde junior
- Médaille d'or de l'individuel en 2007.
- Médaille de bronze du relais en 2006.